# 패션 모델 디렉토리

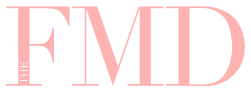

패션 모델 디렉토리(Fashion Model Directory, FMD)는 패션 모델, 모델 회사, 패션 잡지 등 패션에 대한 정보를 모은 온라인 데이터베이스이다. 2000년 설립되었다.